# ヒューロン湖の戦闘
米英戦争におけるヒューロン湖の戦闘（ヒューロンこのせんとう、Engagement on Lake Huron）は小規模な戦闘の連続であり、この戦闘の結果、イギリスは戦争の最終段階まで湖とオールド・ノースウェストを支配できた。

## 背景
戦争初期に、イギリスはアメリカの重要な交易拠点フォート・マキノーを攻略した。多くのインディアンがイギリスのもとに集まり、その後デトロイト包囲戦でアメリカ軍を降伏させることになった。
1813年、アメリカはエリー湖の湖上戦で勝利した。その結果、デトロイトの奪還およびマキノー島へのイギリスの補給路の遮断が可能となった。その年にマキノー島攻略のための艦船や兵員をヒューロン湖へ派遣するにはすでに遅すぎた。冬の間、イギリスはヨーク（現在のトロント）からノッタワサガ川 (Nottawasaga River) を経由してマキノー島にいたる新たな補給路を開いた。
1814年、アメリカはマキノー島奪還のための遠征を開始した。アメリカ軍は当初、アーサー・シンクレア (Arthur Sinclair) 准将が指揮する5隻の艦船（ブリッグ「ローレンス (Lawrence)  」、「ナイアガラ (Niagara) 」、「カレドニア (Caledonia) 」、砲艦「スコーピオン (Scorpion) 」、「タイグリス (Tigress) 」）と、それに乗艦したジョージ・クローガン (George Croghan)中佐指揮下の兵員700名から成っていた。
遠征部隊はデトロイトを出撃し、7月12日にヒューロン湖に入った。最初、Matchedash湾でイギリスの補給基地を探したが見つけることは出来なかった。冬の間にイギリスはそこを放棄していた。次にアメリカ軍はセントジョゼフ島のイギリス拠点を7月20日に攻撃した。しかし、そこも放棄された後であった。8月4日、アメリカ軍はフォート・マキノーを攻撃したが大きな損害を受けて撃退された（マキノー島の戦い）。

## ノッタワサガでの戦闘
勝利したにもかかわらず、マキノー島のイギリス軍は食料が不足し、冬の初めにヒューロン湖が凍結するまでに再補給を受けられなければ餓える虞があった。シンクレアはノースウェスト・カンパニー所属の小型スクーナーを捕獲し、捕らえた人の一人からイギリスの補給基地がノッタワサガ湾にあることを聞いた。シンクレアは「ナイアガラ」、「スコーピオン」、「タイグリス」を率いて8月13日にそこに到着した。
ノッタワサガのイギリス軍はMiller Worsley大尉指揮下の水兵21名、9名のフランス系カナダ人ボヤジャーと23名のインディアンであった。300樽の食料を積んだ非武装のスクーナー「ナンシー (Nancy) 」もそこにいた。「ナンシー」はノッタワサガ川を上流に3キロ引いていかれ、それを守るために2門のカロネード砲と1門の野砲を備えた砦が急いで作られた。
クローガンの軍が上陸し、「ナンシー」も発見した。翌日攻撃がおこなわれた。アメリカ艦は砂丘越しに砲撃を行ったが成果は挙げられなかった。歩兵を支援するため榴弾砲2門を上陸させた。Worsleyは既にこれ以上の防衛は不可能であると決め、砦とスクーナー破壊の準備を行った。Worsleyが作った火薬の道に榴弾砲の砲弾が当たり、Worsleyのかわりに火薬に点火した。Worsleyの部隊は一人の死者と一人の負傷者を出した。
アメリカ軍は壊れた砦から大砲を回収し、それから木を切り倒して川を塞いだ。シンクレアは砲艦を湾の封鎖のために残し、「ナイアガラ」でデトロイトへ向かった。

## 8月後半の動き
アメリカ軍は、イギリス軍が川の上流に隠してあった100樽の食料、2隻の平底船と1隻の大型のカヌーを見つけられなかった。Worsleyは川から障害物を取り除き、70樽の食料を積んで8月18日遅くにフォート・マキノーへ向けて出航した。砲艦はこれを発見できず、糧食の不足を除けば困難なくマキノー島にたどり着けると思われた。
砲艦は数日前に嵐のためヒューロン湖に出ていた。それからアメリカ軍は、J・M・ラモットJ. M. Lamotteが率いるカナダのボヤジャーの一隊が、オタワ川、ニピッシング湖、フレンチ川経由でマキノー島へ補給物資を届けようとしていることを知った。それを阻止するために砲艦はマキノー島東側の細い海峡に入った。ボヤジャー隊は警告を受け一旦引き返した。
Worsleyは2隻の砲艦と遭遇したが、発見されることなくやり過ごした。Worsleyは平底船を隠し、カヌーで9月1日にマキノー島に到着した。

## 砲艦捕獲
Worsleyはフォート・マキノーの指揮官ロバート・マクドゥオール (Robert McDouall) 中佐に、砲艦攻撃のための増援を頼んだ。Worsleyは60名と大型のボート4隻を受け取った。200人のインディアンが19隻のカヌーでそれに続いたが、この後の戦闘には参加していない。
9月4日夜、Worsleyの4隻のボートが静かに「タイグリス」に接近した。砲艦の乗組員がそれに気付いたときは既に遅く、砲撃は外れた。攻撃者は船上に殺到し乗組員を圧倒した。
翌日、「スコーピオン」が現れたが、戦闘のことは知らないように見えた。9月6日夜明け、Worsleyはアメリカの旗を掲げたまま「スコーピオン」に向かった。Worsleyは「スコーピオン」に数ヤードまで接近すると砲撃をはじめた。船が接触すると、「スコーピオン」に乗り込み、無抵抗で制圧した。

## その後
捕獲された「スコーピオン」と「タイグリス」は「サプライズ (Surprise) 」と「コンフィアンス (Confiance) 」と改名された。アメリカ船にとってヒューロン湖に再侵入しイギリス軍と交戦するには既に遅すぎた。イギリスはすぐにノッタワサガに向かい10月初めに6か月分の食料と共に戻った。これは戦争の終わりまでマキノー島を維持するのに十分であった。
イギリスはMatchedash湾のペネタングウィシン (Penetanguishene) で1815年にフリゲートの建造を計画した。エリー湖のアメリカ支配に対抗するためチッパワ (Chippawa) で建造するほかの艦艇と共に、これはこの地域のイギリスの優位をより強化するものであった。戦争終結によりその建造は中止された。